# Paul François (geestelijke)
Paul François (Kortrijk, 20 december 1907 - Brugge, 16 september 1991) was een rooms-katholiek priester en musicus.

## Levensloop
François groeide op in het vrome gezin van de Kortrijkse arrondissementscommissaris Victor François (1877-1966) en Oda Verscheure (1878-1928). Drie van zijn broers werden net als hij, priester. Zijn broer Jan François werd directeur van de Nederlandse uitgaven bij de uitgeverij Desclée de Brouwer.
Hij trad in het Brugse Seminarie en werd in 1931 priester gewijd. Omwille van zijn muzikale begaafdheid werd hij naar het Lemmensinstituut in Leuven gestuurd, waar hij in 1934 laureaat harmonie werd. Hij had er onder meer als docenten: Flor Peeters, Staf Nees, Marinus de Jong en Jules Van Nuffel.
Zijn loopbaan was hierdoor duidelijk uitgestippeld. Hij werd de muzikale opvoeder van de seminaristen in Brugge en van de kosters in de kostersschool in Torhout. Zijn vaste standplaats werd het Sint-Lodewijkscollege in Brugge, waar hij de Scola cantorum stichtte en opleidde, het jongenskoor dat, samen met seminaristen en volwassen mannen, instond voor de zang tijdens de godsdienstige plechtigheden in de kathedraal.
In 1954 werd hij titulaire kanunnik van het Sint-Salvatorskapittel en directeur van de Verpleegstersschool. In 1961 werd hij penitencier. Hij bleef verder het kathedraalkoor leiden tot in 1968. Hij werd toen rector van het klooster Ten Wijngaerde in het Brugs Begijnhof. Op 30 mei 1981 vierde hij zijn gouden priesterjubileum en nam hij ontslag, maar bleef in het Begijnhof wonen. Tijdens zijn laatste levensjaren werd hij blind.
Paul François heeft ook, in bescheiden mate, kerkgezangen gecomponeerd of voor gebruik in de liturgie gearrangeerd. 
In 1992 werd zijn uitgebreide muziekbibliotheek aangekocht door de stad Brugge en geïntegreerd in de bibliotheek van het Brugse Muziekconservatorium.

## Initiatieven
In 1953 richtte François, samen met organist Kamiel D'Hooghe en een paar anderen, de Brugse kathedraalconcerten op, waarin het orgel centraal stond. Hiermee organiseerde hij een van de eerste internationale orgelreeksen in Europa. Grote organisten, zoals Marcel Dupré, kwamen in Brugge concerteren. De concerten waren anno 2020 nog steeds succesvol.
Uit de kathedraalconcerten groeide de eerste internationale wedstrijd voor orgel die in 1964 werd georganiseerd en die werd geopend met een orgelrecital door Flor Peeters, de onbetwiste meester van zijn tijd. Dit gaf meteen het startschot voor het Brugse Festival Musica Antiqua. In 1964, 1967, 1970 en 1976 was Paul François voorzitter van de Jury voor de orgelwedstrijden.

## Publicatie
- (samen met Jozef Ghesquiere), Liederenkrans voor het middelbaar onderwijs, verschillende drukken
- Tussengezangen met orgelbegeleiding voor de Eucharistie op zon- en feestdagen, 2 vol., uitg. De Wijngaard